# Освобождённый пролетарий
«Освобождённый пролета́рий», или «К све́ту!», — филателистическое название почтовой марки РСФСР с аллегорическим рисунком (ЦФА [АО «Марка»] #7; Sc #187), выпущенной 10 августа 1921 года в первой серии советских стандартных марок. До 1950-х — 1960-х годов серия, в которую входит эта марка, считалась первой серией почтовых марок РСФСР. Изображение этой миниатюры можно встретить на других советских почтовых марках, а также на обложках филателистических изданий.

## Описание
На марке изображён пролетарий, вооружённый мечом, повергающий дракона, олицетворяющего капитализм. Перед пролетарием открывается освещённый солнцем путь к свободе, к новой жизни. Эдуард Аренин в книге «Октябрь в марках» (1967) даёт следующее развёрнутое описание этого рисунка:
Особо выделяется почтовая миниатюра с изображённой на ней аллегорией «Освобождённый пролетарий». Взошедшее солнце свободы освещает своими лучами могучую фигуру рабочего, сразившего гидру капитализма и открывшего путь к новой жизни, к социализму и миру, к коммунизму.
Марка без зубцов, сине-зелёного цвета, выполнена на плотной бумаге посредством гравюры на стали. Номинал — 40 рублей. Водяной знак — «теневые квадраты». Тираж — 175 000.
Выделяют две разновидности этой марки в зависимости от длины рисунка, которая, в свою очередь, зависит от расположения водяного знака:
- тип I (ЦФА [АО «Марка»] #7; Sc #187) — 37,5 мм, вертикальная ориентация рисунка водяного знака (или «вертикальные ромбы»);
- тип II (ЦФА [АО «Марка»] #7А; Sc #187a) — 38,5 мм, горизонтальная ориентация водяного знака (или «горизонтальные ромбы»).

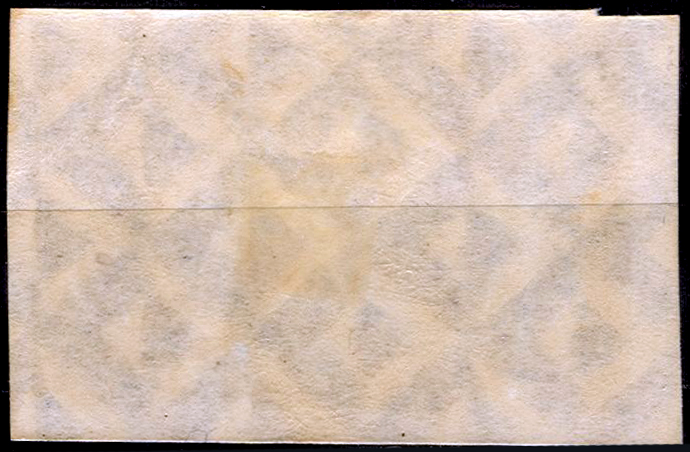
Водяной знак «горизонтальные ромбы», тип II

Известны пробные марки серо-фиолетового цвета, без клея.

## История
10 августа 1921 года вышли первые стандартные марки РСФСР (ЦФА [АО «Марка»] № 3—7). Рисунки для них заказали группе художников и отобрали самые удачные проекты.

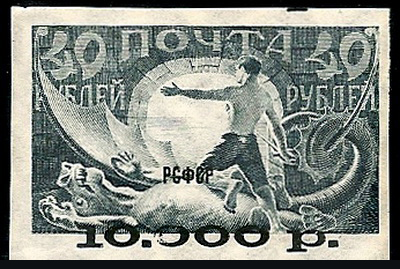
Почтовая марка РСФСР вспомогательного стандартного выпуска (1922) с чёрной надпечаткой нового номинала

Последняя марка серии в 40 рублей — аллегория «Освобождённый пролетарий» — была создана художником М. И. Антоновым и гравёром П. С. Ксидиасом.
Марка I типа (ЦФА [АО «Марка»] № 7) продавалась только в Москве, Петрограде (Ленинграде) и Харькове.
Позднее, для вспомогательного стандартного выпуска от 10 февраля 1922 года, на марке были сделаны типографским способом две надпечатки нового номинала и с текстом «РСФСР / 10.000 р.»:
- чёрного цвета (ЦФА [АО «Марка»] № 18),
- красного цвета (ЦФА [АО «Марка»] № 23).

Надпечатки обоих цветов производились как на остатках тиража, так и на вновь отпечатанных в 1922 году листах марок. При этом известны разновидности надпечаток, описанные в каталогах.

## Значимость

Начальная страница «Каталога почтовых марок СССР» (1958)

«Освобождённый пролетарий» считается одной из лучших почтовых миниатюр и по художественному решению, и по полиграфическому исполнению. По результатам внутреннего конкурса Гознака, проведённого среди художников этой организации, марка получила первую премию.
Это была первая и единственная марка работы М. И. Антонова, и она долгое время считалась самой первой советской почтовой маркой (или одной из самых первых). В частности, в 1946 году была выпущена серия «25 лет советской почтовой марке». На 30-копеечной миниатюре этой серии (ЦФА [АО «Марка»] #1088; Sc #1081) была помещена марка «Освобождённый пролетарий» с надписью под ней — «Первая советская почтовая марка». Эта же юбилейная марка в беззубцовом варианте была повторена четырёхкратно в вышедшем одновременно почтовом блоке (ЦФА [АО «Марка»] #1091; Sc #1081a). К 40-летию советской почтовой марки в 1961 году также была подготовлена серия, на одной из марок которой присутствовал «Освобождённый пролетарий» (ЦФА [АО «Марка»] #2607; Sc #2516).

Обложка каталога «Стандарт-Коллекция. Каталог почтовых марок. 1857—1991. Россия, РСФСР, СССР» (2008), на которой присутствует и «Освобождённый пролетарий»

Факт первичности стандартного выпуска 1921 года находил отражение и в каталогах марок. Например, в «Каталоге почтовых марок СССР» (1958) первым выпуском была обозначена августовская серия 1921 года (№ 1—5). При этом в случае «Освобождённого пролетария» (№ 5) Михаил Антонов не упоминался в качестве создателя марки, а авторство приписывалось исключительно Периклу Ксидиасу.
В 1966 году состоялся учредительный съезд Всесоюзного общества филателистов. В своём выступлении на съезде Эрнст Кренкель впервые назвал две марки 1918 года — «Рука с мечом, разрубающим цепь» — первым советским выпуском, что более подробно освещалось в последующих публикациях в советских филателистических изданиях. Таким образом, выпуск 1921 года перестал рассматриваться в качестве самых первых марок РСФСР.
Марку «Освобождённый пролетарий» можно часто видеть на обложках советских филателистических изданий, например, раннего журнала «Советский филателист». Кроме того, марка появлялась ещё два раза на почтовых миниатюрах СССР — в 1968 и 1989 годах.

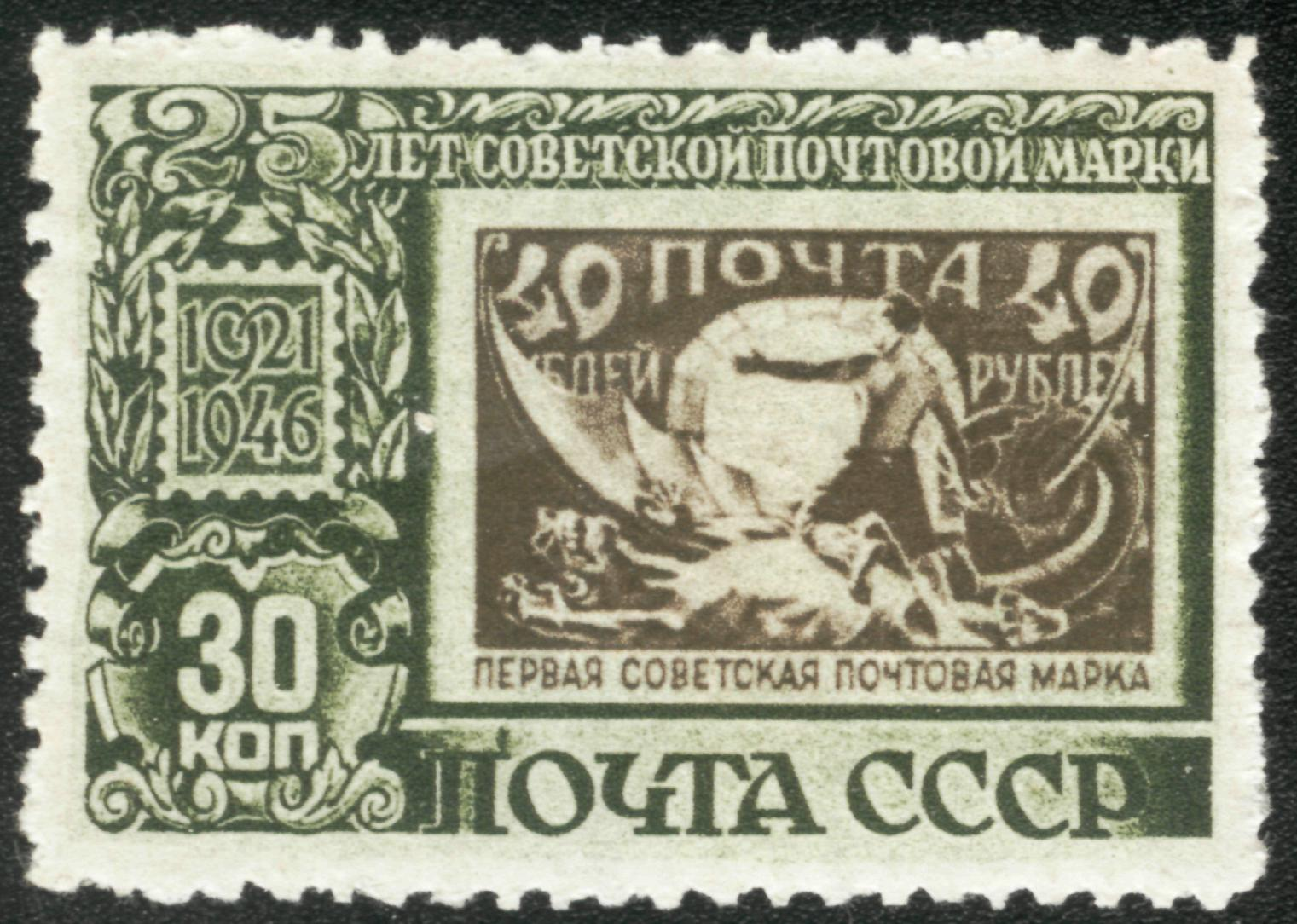
Марка СССР из серии «25 лет советской почтовой марке» (1946). Художник И. И. Дубасов (ЦФА [АО «Марка»] #1088; Sc #1081)
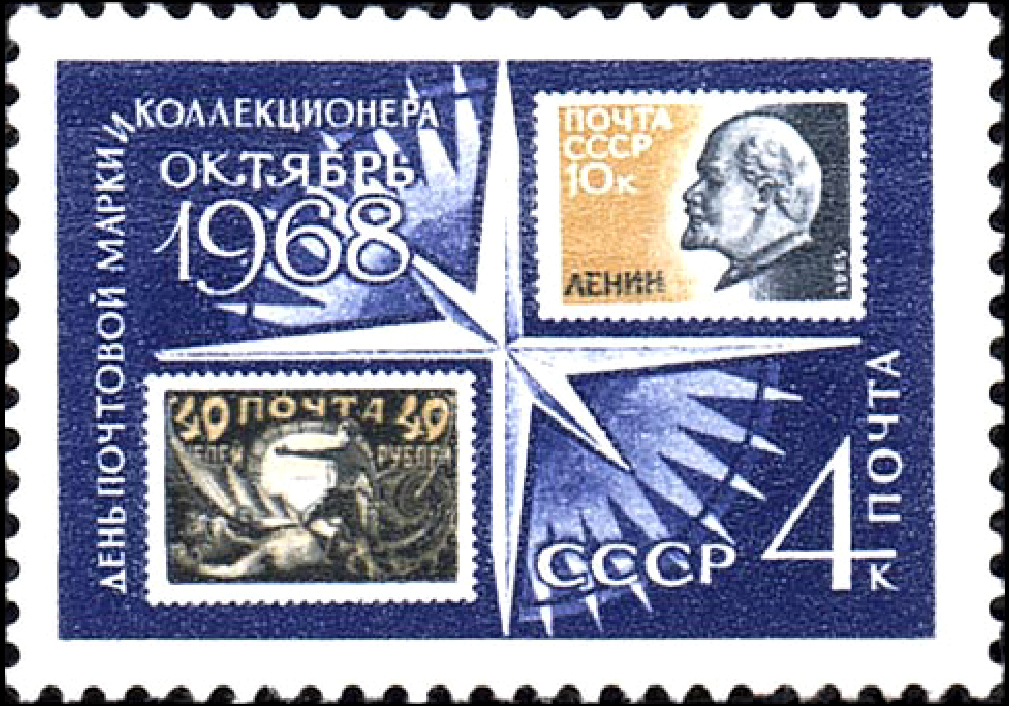
СССР (1968): День почтовой марки и коллекционера. Художник В. Пименов (ЦФА [АО «Марка»] #3662; Sc #3509)
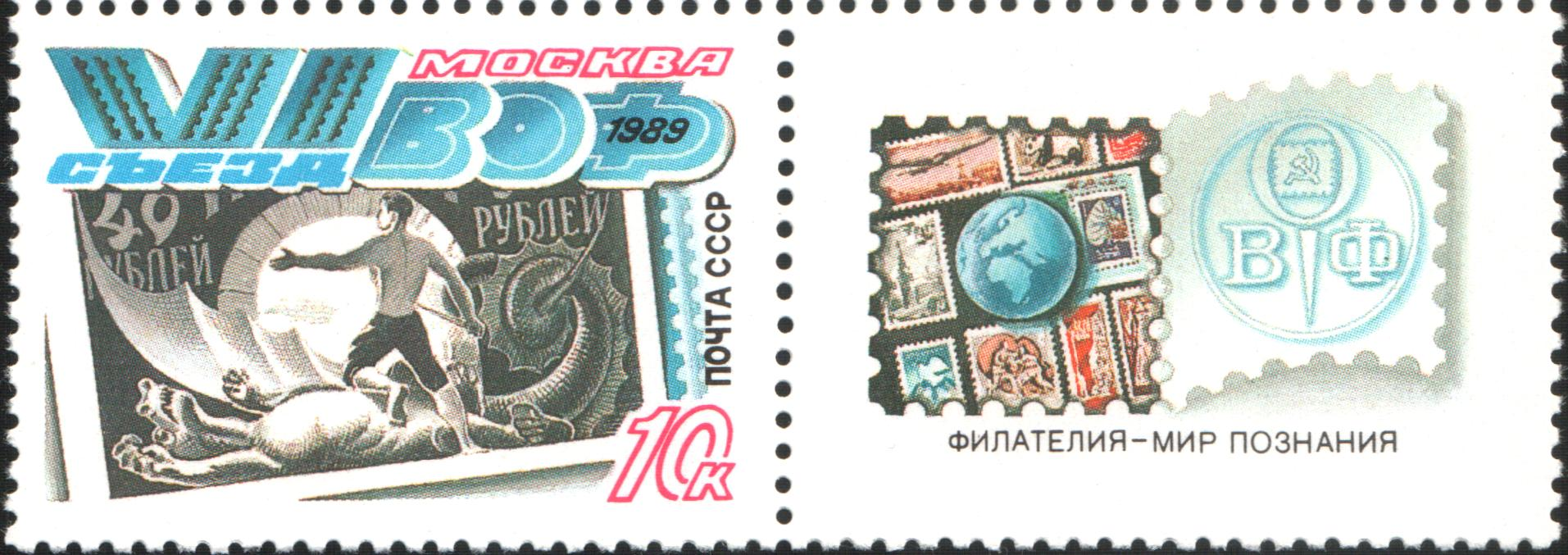
СССР (1989): VI съезд Всесоюзного общества филателистов. Художник Ю. Левиновский (ЦФА [АО «Марка»] № 6100)
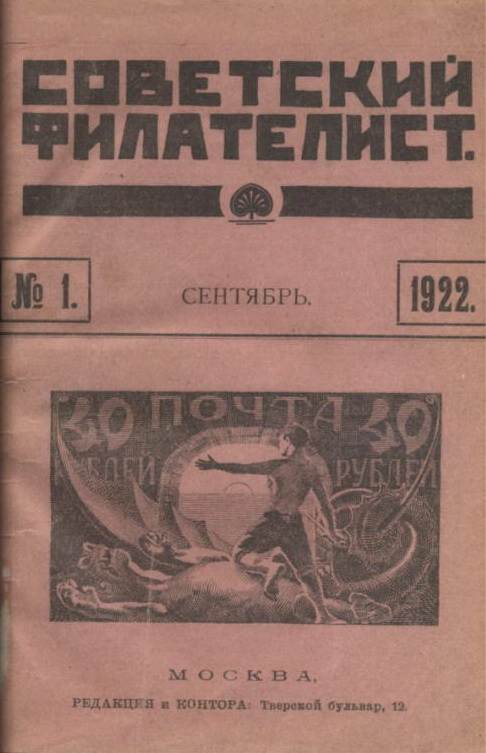
Обложка первого номера журнала «Советский филателист» (1922)

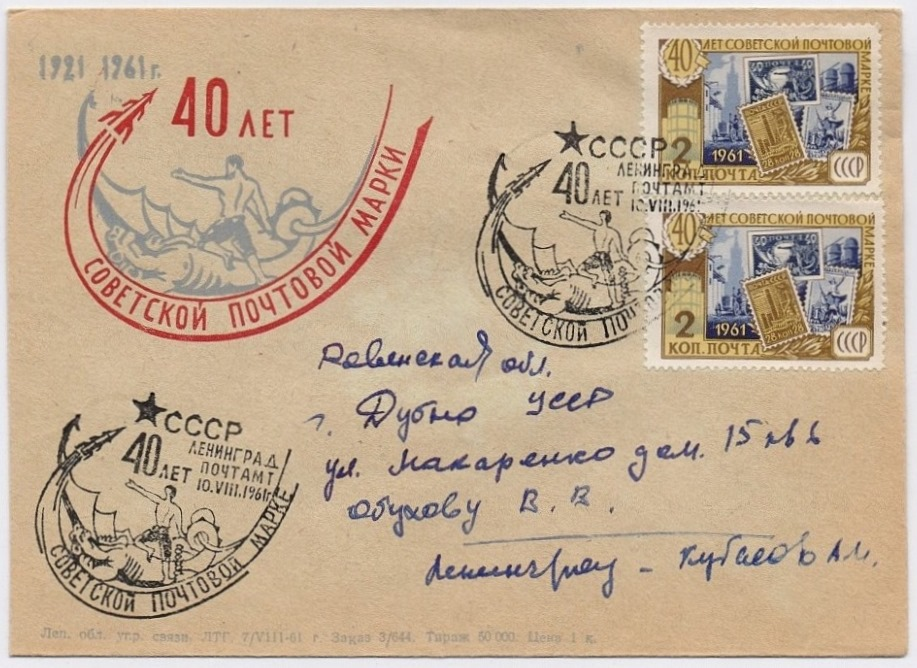
Памятный конверт и спецгашение, подготовленные Ленинградским областным управлением связи по случаю 40-летия советской почтовой марки (1961)